# 애능기
애능기(艾能奇 1626년 ~ 1647년 12월 15일)는 중국 명나라 태생의 농민군 혁명 가담자이자 남명 제국 제후급 장군 겸 정치인이며 서나라 창건자 장헌충(張獻忠)의 제자(弟子)이다. 아명(兒名)은 애운지(艾雲枝)· 애기능(艾奇能)이다.

## 생애
명나라 산시성 쑤이더의 중류층 몰락 부농(中流層 沒落 富農) 집안에서 슬하 4남 2녀 가운데 막내이자 유일한 서자로 출생하였고 지난날 한때 명나라 산시 성 옌안에서 잠시 유아기를 보낸 적이 있는 그는 명나라 산시 성 장안에서 성장하였고 1642년 이자성의 난을 부장급(副將級) 지휘하던 농민 반란군 수석부수장 장헌충(張献忠)의 휘하에 병솔로 첫 가담하였으며 장헌충에게 지략을 인정받은 이후 이정국, 손가망, 유문수와 함께 장헌충 장군의 제자(弟子)가 되어 장헌충을 주군(主君)이자 사부(師父)로 섬기었고 1644년 2월 9일을 기하여 사부 장헌충이 서나라를 창건하여 황제 보위에 오르자 그의 책사를 지내다가 이듬해 1645년 3월 20일을 기하여 19세의 나이로 서나라 행정부 부의장에 임명되었으며 이듬해 1646년 12월 20일을 기하여 장헌충이 청나라 군사들의 침략 공격 압력을 받아 서나라 황제 보위에서 쫓겨나자 당시 서나라 총리대신이었던 사제 손가망이 사부 장헌충의 선위를 받은 형식으로써 서나라 제2대 황제 보위에 올랐으며 서나라 행정부 의장 직위에 올랐지만 7일 후 1646년 12월 27일을 기하여 손가망도 청나라 군사들의 침공 압력을 견디지 못한 채 결국 폐제를 청나라 군사들의 손에 잃고 손가망도 서나라 제2대 황제 보위에 쫓겨난데다가 애능기도 서나라 행정부 의장 직위에서 쫓겨남과 동시에 서나라의 멸망을 고하였다.
이후 애능기는 1647년 1월 8일을 기하여 남명에 투항을 하여 이후 사형 이정국, 큰사제 손가망, 작은사제 유문수와 아울러 남명 제후급 장군 겸 정치관료를 지내며 이후 정북장군(定北將軍) 직위와 정북왕(定北王) 작위에 제수되었다가 같은 해 1647년 9월에 남명 제국 정북장군(定北將軍) 직위 시절에 그 당시 청나라 동천장군(東川將軍)이었던 녹만종(祿萬鍾)을 물리쳤지만 남명 황족 종실급 신료들의 계략에 휘말려 결국 사형 이정국, 큰사제 손가망, 작은사제 유문수와 같이 아울러 남명 관직이 집단적 파직되었고 3개월 후 1647년 12월 15일, 애능기는 끝끝내 남명 윈난성 후이쩌 은신 사저에서 동무제가 보낸 자객들에게 향년 21세로 암살되었다.